# Saniculeae
Saniculeae je tribus štitarki.. Sastoji se od 7 rodova unutar 3 tribusa sa vrstama raširenih po svim kontinentima. Tipični rod je milogled ili zdravčica (Sanicula) Ostali poznatiji rodovi su lisjak ili zvjezdanka (Astrantia) i kotrljan (Eryngium).
Tribus je opisan 1824.

## Rodovi
1. Arctopus L. (3 spp.)
2. Alepidea F. Delaroche (30 spp.)
3. Actinolema Fenzl (2 spp.)
4. Astrantia L. (7 spp.)
5. Eryngium L. (240 spp.)
6. Petagnaea Caruel (1 sp.)
7. Sanicula L. (46 spp.)